# Helle (Spüligbach)
Die Helle ist ein südwestlicher bzw. rechter Nebenfluss des Spüligbaches im niedersächsischen Landkreis Holzminden in Deutschland.

## Verlauf
Die Helle entspringt im Solling nördlich der Großen Blöße, im Hochmoor Mecklenbruch. Anfangs verläuft der nordostwärts fließende Bach durch den Hellentaler Grund und erreicht schließlich zwei Ortsteile von Heinade: Erst passiert er Hellental, dann mündet er in Merxhausen in den Ilme-Zufluss Spüligbach.

## Geologie
Mancherorts verschwindet das Wasser der Helle in einem Ponor (Schluckloch), um an anderer Stelle wieder zum Vorschein zu kommen. Ursache ist die starke tektonische Beanspruchung des in diesen Graben des Sollings eingesunkenen Muschelkalks, der dadurch stark zerklüftet ist.

## Naturschutz
An den teilweise mit Feldgehölzen und Wald-Simsen bestückten Uferbereich der Helle schließen sich Feuchtwiesen in leichter Hanglage an. Das Bachtal ist im Bereich des Hellentaler Grunds zum Erhalt des Landschaftsbildes als Naturschutzgebiet Hellental ausgewiesen; zudem überschneidet es sich mit einem FFH-Gebiet.
Die Blauflügel-Prachtlibelle und die Zweigestreifte Quelljungfer wurden hier nachgewiesen, obwohl der Bach im Sommer trockenfallen kann.

## Geschichte und Rezeption

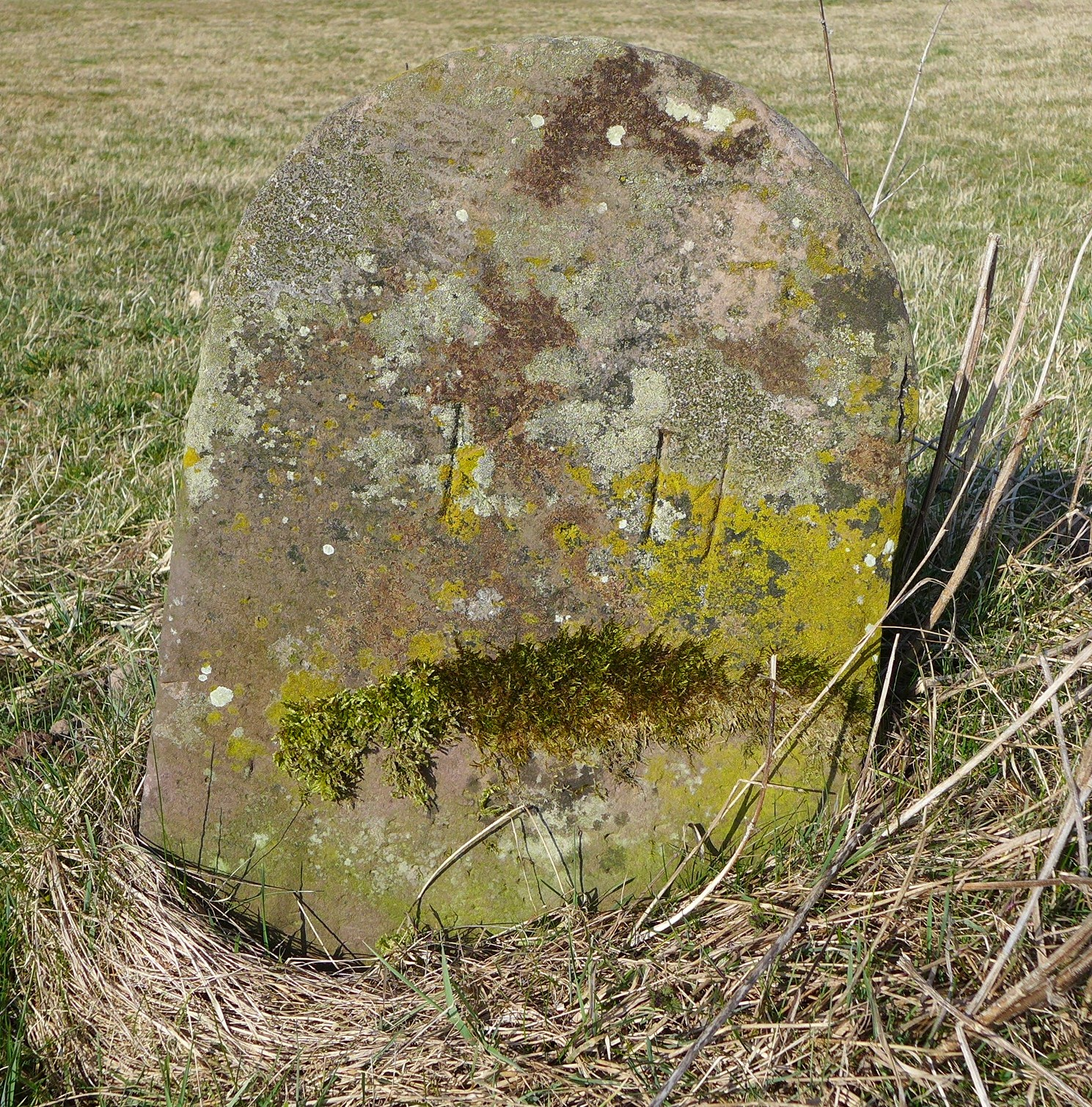
Grenzstein an der Helle

Durch das Bachtal führten einst ein Hellweg und die Alte Einbecker Heerstraße, die Holzminden mit dem Tiedexer Tor verband. Ferner verlief durch das Tal die Grenze zwischen dem Herzogtum Braunschweig und dem Königreich Hannover, markiert durch Steine.
Hermann Löns schrieb ein Gedicht über das Bachtal.